# Planet Earth II
Planet Earth II is een zesdelige natuurdocumentaireserie uit 2016 geproduceerd door de BBC. Het is een vervolg op de serie Planet Earth van tien jaar eerder. De serie wordt gepresenteerd door David Attenborough met muziek van Hans Zimmer.
Planet Earth II is de eerste televisieserie die de BBC produceerde in ultra-high-definition (4K). De opnames namen vier jaar in beslag, verdeeld over 64 landen. In de serie werden nieuwe technieken gebruikt zoals drones om nog dichter bij de dieren te komen.
De trailer verscheen op 9 oktober 2016 en leverde ruim vier miljoen views op YouTube op. De serie ging in het Verenigd Koninkrijk in première op 6 november 2016 op BBC One. In Vlaanderen werd de eerste aflevering uitgezonden op 7 december 2016 door Canvas en in Nederland op 1 januari 2017 door de EO.

## Afleveringen
1. Islands
Dieren uitgelicht in deze aflevering zijn de Escudo-eilandluiaard van Isla Escudo de Veraguas (Panama), de komodovaraan van Komodo en Rinca (Indonesië), de zeeleguaan van Fernandina in de Galapagoseilanden (Ecuador) en de stormbandpinguïn van Zavodovski-eiland in Zuid-Georgia en de Zuidelijke Sandwicheilanden (VK).[8]
2. Mountains
Dieren uitgelicht in deze aflevering zijn de sneeuwpanter in de Himalaya in Ladakh (India), de Nubische steenbok in het Midden-Oosten, de steenarend in de Alpen (Frankrijk), de grizzlybeer in de Rocky Mountains in Alberta (Canada), de rode lynx in Yellowstone National Park (VS) en de Andesflamingo in de Andes.[9]
3. Jungles
Dieren uitgelicht in deze aflevering zijn de zwarthandslingerapen in Guatemala, indri in Andasibe (Madagaskar), het vliegend draakje in Kuching (Maleisië), de Araguaia-rivierdolfijn in Cantão (Brazilië), de jaguar (Brazilië), de glaskikker in Siquirres (Costa Rica) en lichtgevende keverlarven uit de familie Phengodidae in Sorocaba (Brazilië). Ook worden bioluminescente schimmels (ook gefilmd in Brazilië) getoond.[10]
4. Deserts
Dieren uitgelicht in deze aflevering zijn de leeuw, het zandhoen en de goudmol in de Namibwoestijn (Namibië), de treksprinkhaan in Zuidwest-Madagaskar en Hemprichs langoorvleermuis in de Negev (Israël).[11]
5. Grasslands
Dieren uitgelicht in deze aflevering zijn de saiga op de Euraziatische steppe (Kazachstan), de leeuw en de kafferbuffel in de Okavangodelta (Botswana), de zuidelijke karmijnrode bijeneter in Savute (Botswana), de serval in de Karoo (Zuid-Afrika), de reuzenmiereneter in de Cerrado (Brazilië) en het rendier en de wolf in de Barren Grounds (Canada).[12]
6. Cities
Dieren uitgelicht in deze aflevering zijn de langoer in Jodhpur (India), de slechtvalk in New York (VS), de luipaard in Mumbai (India), de spreeuw in Rome (Italië) en de gevlekte hyena in Harar (Ethiopië).[13]

## Prijzen en nominaties
Planet Earth II won 6 prijzen en ontving 15 nominaties, waarvan de belangrijkste:
| Jaar | Prijs       | Categorie                                                                                    | Ontvangstnemer(s) | Uitslag     |
| ---- | ----------- | -------------------------------------------------------------------------------------------- | --- | ----------- |
| 2017 | Emmy Awards | Beste documentaire of non-fictietelevisieserie                                               | Michael Gunton, Tom Hugh-Jones & Elizabeth White | Gewonnen    |
| 2017 | Emmy Awards | Beste regie voor non-fictieprogrammering, voor afl. "Cities"                                 | Fredi Devas & BBC America | Genomineerd |
| 2017 | Emmy Awards | Beste regie voor no-fictieprogrammering, voor afl. "Islands"                                 | Elizabeth White | Genomineerd |
| 2017 | Emmy Awards | Beste compositie voor een televisieserie (originele dramatische muziek), voor afl. "Islands" | Jacob Shea & Jasha Klebe | Genomineerd |
| 2017 | Emmy Awards | Beste camerawerk voor een non-fictieprogramma, voor afl. "Cities"                            | John Aitchison, Rob Whitworth, Kevin Flay, Mark MacEwen, Gordon Buchanan, Gavin Thurston, Mateo Willis, Michael Kelem, Mark Smith & Sandesh Kadur                    | Genomineerd |
| 2017 | Emmy Awards | Beste camerawerk voor een non-fictieprogramma, voor afl. "Islands"                           | Mark MacEwen, Max Hug Williams, Jonathan Jones, Mateo Willis, Richard Wollocombe, Pete McCowen, Warwick Sloss, Paul Stewart, Derek Frankowski, John Shier & Tom Fitz | Gewonnen    |
| 2017 | Emmy Awards | Beste beeldbewerking voor een non-fictieprogramma, voor afl. "Cities"                        | David Pearce | Genomineerd |
| 2017 | Emmy Awards | Beste beeldbewerking voor een non-fictieprogramma, voor afl. "Islands"                       | Matt Meech | Genomineerd |